# Eric Menyuk
Eric Menyuk (* 5. November 1959 in Brookline, Massachusetts) ist ein US-amerikanischer Schauspieler und Anwalt.

## Leben und Karriere
Menyuk war von 1987 bis 1998 als Schauspieler aktiv. Er wurde vor allem für seine Rolle als Der Reisende in Raumschiff Enterprise: Das nächste Jahrhundert bekannt. Ursprünglich war er für die Rolle des Androiden Data in Erwägung gezogen worden, die schließlich an Brent Spiner vergeben wurde.
Mittlerweile arbeitet Menyuk als Anwalt und lebt in Südkalifornien. Er ist verheiratet und hat einen Sohn, Max.

## Filmografie

### Filme
- 1990: Ghost Dad – Nachrichten von Dad
- 1993: Fearless – Jenseits der Angst
- 1994: The Air Up There
- 1995: Innocent Babysitter (The Babysitter)

### Serien
- 1987: Hill Street Blues
- 1987: The Betty Ford Story
- 1987–1989: L.A. Law – Staranwälte, Tricks, Prozesse (L.A. Law)
- 1987–1994: Matlock
- 1987–1994: Raumschiff Enterprise: Das nächste Jahrhundert (Star Trek: The Next Generation)
- 1988: Cheers
- 1989: Falcon Crest
- 1990: Die besten Jahre (Thirtysomething)
- 1990: Jake und McCabe – Durch dick und dünn (Jake and the Fatman)
- 1990–1993: Eine schrecklich nette Familie (Married... with Children)
- 1991: Fourth Story
- 1991: Night Court
- 1992: In My Daughter’s Name
- 1993: Melrose Place
- 1995: University Hospital
- 1996: Ellen (Ellen)
- 1996: Voice from the Grave
- 1996: Diagnose: Mord (Diagnosis Murder)
- 1998: L.A. Doctors

## Weblink
- Eric Menyuk bei IMDb

| Personendaten    | Personendaten                             |
| ---------------- | ----------------------------------------- |
| NAME             | Menyuk, Eric                              |
| KURZBESCHREIBUNG | US-amerikanischer Schauspieler und Anwalt |
| GEBURTSDATUM     | 5. November 1959                          |
| GEBURTSORT       | Brookline, Massachusetts                  |